# Diego Romero
Diego Emilio Romero Paschetta (Córdoba, 5 dicembre 1974) è un velista argentino naturalizzato italiano.

## Biografia
Ha partecipato alle Olimpiadi di Sydney ed Atene difendendo i colori argentini.
Nel 2005 vince per l'Argentina la medaglia d'argento ai Mondiali di Vela classe Laser.
Nel 2006 ai successivi Mondiali di Vela, sempre per l'Argentina, sale sul podio con la medaglia di bronzo.
Nel 2008, ai Giochi olimpici di Pechino, gareggiando per l'Italia conquista la medaglia di bronzo nella specialità velistica della Classe Laser.